# Jayne Ozanneová
Jayne Ozanneová, nepřechýleně Jayne Ozanne, je britská anglikánská věřící, členka Generálního synodu anglikánské církve, která po svém coming outu v roce 2015 prosazuje rovnost LGBT menšiny v anglikánské církvi a evangelikální komunitě. Od ledna 1999 do prosince 2004 byla členkou Arcibiskupské rady, ústředního výkonného orgánu anglikánské církve. Jayne Ozanne je odpůrkyní konverzních terapií a jiných snah o léčbu homosexuality.

## Dílo
- Journeys in Grace and Truth: Revisiting Scripture and Sexuality, Londýn 2016, ISBN 978-0993294242.